# Nei Teukez Corona
Nei Teukez Corona est une corona, formation géologique en forme de couronne, située sur la planète Vénus par 14,2° N et 258,8° E. Elle est localisée dans le quadrangle d'Hecate Chasma. Elle a été nommée en référence à Nei Teukez, mère des dieux micronésienne (Gilbert Islands, Kiribati) .

## Géographie et géologie
Nei Teukez Corona couvre une surface circulaire d'environ 90 km de diamètre. 